# Humanökologie
Die Humanökologie ist ein interdisziplinäres Forschungsfeld, das die Beziehungen zwischen Menschen und ihrer (natürlichen) Umwelt behandelt. Untersucht wird dabei, wie Menschen und Gesellschaften mit der Natur oder Umwelt in Wechselwirkung treten und interagieren. Entsprechend sind sozioökologische Systeme Gegenstand der Humanökologie.

## Entwicklung der Humanökologie
Die Humanökologie geht zurück auf Vorarbeiten in den frühen Jahren des 20. Jahrhunderts durch die Chemikerin Ellen Swallow Richards (1842–1911) und den Geographen J. Paul Goode (1862–1932); weitere Traditionslinien lassen sich benennen. Als eigenes Forschungsfeld entstand die Humanökologie seit den 1920er Jahren zunächst in den USA aufbauend auf den Arbeiten von Soziologen der Chicagoer Schule, wie Louis Wirth, Robert Ezra Park, Ernest Burgess und Roderick McKenzie. Weitere wichtige Autoren dieser Zeit waren Howard Washington Odum und der indische Soziologe Radhakamal Mukerjee (1889–1968). In bewusster Abgrenzung zu anderen Fächern versuchte der Geograph Harlan H. Barrows (1877–1960), Humanökologie als das ureigene Betätigungsfeld geographischer Forschung zu definieren; er verstand unter Humanökologie die Analyse der gegenseitigen Beziehungen zwischen dem Menschen und seiner natürlichen Umwelt.
Seit den 1930er Jahren war anerkannt, dass der Mensch als tierisches Lebewesen ökologischen Gesetzmäßigkeiten unterliegt. G. P. Wells, Julian Huxley und H.G. Wells diskutierten in ihrem Buch Science of Life auch die Beziehungen zwischen Allgemeiner und Humanökologie; der Blick richtete sich insbesondere auf Anpassungsvorgänge.
Nachdem in den 1950er-Jahren humanökologisches Gedankengut innerhalb der Soziologie eher selten vertreten wurde (Ausnahme beispielsweise Amos Hawley), wurden in den 1970er-Jahren humanökologische Themen in der Soziologie insbesondere von William R. Catton (1926–2015) und Riley E. Dunlap wieder prominenter aufgegriffen. Die Kernidee von Catton und Dunlap war es, sich von dem Durkheimschen Paradigma wegzubewegen, soziale Tatsachen nur durch andere soziale Tatsachen zu erklären. Stattdessen wollten sie physikalische und biologische Faktoren als unabhängige, die Sozialstruktur und andere soziale Phänomene beeinflussende Variablen in die Soziologie einbringen. Dieser Paradigmenwechsel kann als Wechsel weg vom klassisch-soziologischen human exemptionalism paradigm (HEP) hin zu einem new ecological paradigm oder new environmental paradigm (NEP) beschrieben werden. Gemeint ist damit, dass Menschen nicht länger als Ausnahmespezies betrachtet werden, die kulturfähig und damit auch außerhalb genetischer Evolution anpassungsfähig ist und stärker durch soziale als durch biologische Vorgaben beeinflusst wird. Stattdessen werden Menschen im Rahmen der Humanökologie als eine von vielen Spezies betrachtet, die mit der begrenzten natürlichen Umgebung in einem Wechselverhältnis steht. Eine Konfliktlinie zwischen diesem neuen Paradigma und dem klassischen soziologischen Ansatz lag in den Augen vieler Kritiker darin, dass damit Gesellschaft und Kultur abgewertet werden.
Seit den 1970er Jahren entwickelte sich die zunächst eher soziologische und geographische Humanökologie zu einem multidisziplinären Ansatz weiter. In den meisten Ländern Europas entstand eine Humanökologie erst seit den 1970er Jahren.

## Naturwissenschaftliche Fundierung
Auch im deutschsprachigen Raum wird Humanökologie oft naturwissenschaftlich interpretiert, als Gegenströmung zu einer soziologischen Interpretation. Dies gründet unter anderem auf dem Einfluss von Eugene P. Odum, der 1959 in den USA mit einem der ersten umfassenden Lehrbücher für (naturwissenschaftliche) Ökologie – Fundamentals of Ecology – auch den Menschen ausdrücklich einbezog. Zwar kommt dem Menschen auf Grund seiner großen Anzahl und seiner besonderen Möglichkeiten eine besondere Rolle für das Ökosystem Erde zu, jedoch gehen Informations-, Energie- und Stoffflüsse durch die menschliche Gesellschaft in durchaus vergleichbarer Weise wie durch die Populationen anderer Arten, so dass eine naturwissenschaftliche Sichtweise berechtigt ist. Im naturwissenschaftlichen Zugang zu den Wirtschaftswissenschaften folgen diesem Ansatz deshalb auch Warenlehre und Bioökonomik. Ein modernes Lehrbuch der Humanökologie hat beispielsweise Wolfgang Nentwig verfasst.

## Einordnung der Humanökologie
Die Humanökologie befindet sich an der Schnittstelle zwischen Sozial- und Naturwissenschaften. Entsprechend werden humanökologische Ansätze von Vertretern vieler verschiedener Fachbereiche betrieben, im Wesentlichen beteiligen sich:
- Anthropologie (Wissenschaft vom Menschen)
- Geographie: Geoökologie
- Ökologie
- Soziologie: Sozialökologie (Sozialforschung)

Je nach Fragestellung beteiligen sich auch Nachbardisziplinen wie Agrarsoziologie, Stadt- und Landschaftsplanung, Wirtschafts- und Geschichtswissenschaften.
Vor allem in der Geographie (Erdkunde), welche sich ja selbst an der Schnittstelle zwischen Sozial- und Naturwissenschaft befindet, ist der humanökologische Ansatz von Bedeutung: Er hilft, die Polarität von Humangeographie und Physischer Geographie zu überwinden, und leistet damit einen grundlegenden Beitrag zu einer ganzheitlichen Mensch-Umwelt-Forschung.
Ein immer wichtigeres Forschungsthema im Bereich der Humanökologie ist die nachhaltige Entwicklung.

## Definition von der Deutschen Gesellschaft für Humanökologie
Die Deutsche Gesellschaft für Humanökologie wurde 1975 gegründet. Sie war zunächst sozialmedizinisch ausgerichtet. Heute definiert sie die Humanökologie wie folgt:

„Die Humanökologie ist eine neuartige wissenschaftliche Disziplin, deren Forschungsgegenstand die Wirkungszusammenhänge und Interaktionen zwischen Gesellschaft, Mensch und Umwelt sind. Ihr Kern ist eine ganzheitliche Betrachtungsweise, die physische, kulturelle, wirtschaftliche und politische Aspekte einbezieht. Der Begriff Humanökologie stammt ursprünglich von den soziologischen Arbeiten der Chicago-Schule um 1920 und verbreitet sich seitdem als Forschungsperspektive in den Natur-, Sozial- und Planungswissenschaften sowie in der Medizin.“

## „Neue Humanökologie“
Der deutsche katholische Theologe und Politikphilosoph Jürgen Manemann plädiert angesichts des globalen Klimawandels für eine „neue Humanökologie“. In ihrem Zentrum stehe die Überzeugung, dass eine weitere Homininisierung der Welt, ihre vorangetriebene Aneignung durch den Menschen, wie sie von den Vertretern der Idee des Anthropozäns gefordert wird, die Welt in ein Desaster führen werde. Manemann zielt deshalb auf ein neues Verständnis der Humanökologie jenseits von Anthropozentrismus und Biozentrismus. Die neue Humanökologie stehe für das Projekt einer tieferen Humanisierung (vergleiche Humanismus).
Im Angesicht von Klimakatastrophen sei intensiver darüber nachzudenken, was das Humanum auszeichne und was es heiße, ein humanes Leben zu führen. Wesentlich für das Humanum sei Humanität. Darunter versteht Manemann die Fähigkeit, Leid zu empfinden und sich betreffen zu lassen vom Leid des Anderen, also der anderen Menschen, der Tiere und der übrigen Natur. Diese Humanität sei die Voraussetzung für „Mitleidenschaft“ (Johann Baptist Metz), die sich nicht in einem passiven Mitleiden erschöpfe, sondern befähige, aktiv gegen die Ursachen des Leidens der Anderen Widerstand zu leisten. Wichtig sei nicht eine weitere Hominisierung der Welt, sondern eine tiefere Humanisierung des Menschen. Manemann entwirft eine neue Humanökologie, die auf eine Transformation der Zivilgesellschaft zu einer „Kulturgesellschaft“ (Adrienne Goehler) zielt.